# Canton de Celles-sur-Belle
Le canton de Celles-sur-Belle est une circonscription électorale française située dans le département des Deux-Sèvres et la région Nouvelle-Aquitaine.

## Géographie
Ce canton est organisé autour de Celles-sur-Belle dans l'arrondissement de Niort. Son altitude varie de 44 m (Mougon) à 194 m (Sepvret).

## Histoire
Le canton de Celles (ou de Celle) est créé en 1790, en même temps que la plupart des autres cantons français. Il est d'abord rattaché au district de Melle jusqu'en 1795 date de suppression des districts. En 1800, il est rattaché à l'arrondissement de Melle puis à celui de Niort en 1926, après la suppression de l'arrondissement de Melle.
Par décret du 18 février 2014, le nombre de cantons du département est divisé par deux, avec mise en application aux élections départementales de mars 2015. Le canton de Celles-sur-Belle est conservé et s'agrandit. Il passe de 9 à 27 communes.
À la suite de la création de plusieurs communes nouvelles, la composition du canton est révisée par un décret du 7 novembre 2019. Le nombre de communes est de 22.

## Représentation

### Conseillers d'arrondissement (de 1833 à 1940)
Le canton de Celles avait deux conseillers d'arrondissement.
Il appartenait à l'arrondissement de Melle jusqu'à sa disparition en 1926.
| Période                                  | Période | Identité                           | Étiquette         | Qualité |
| ---------------------------------------- | ------- | ---------------------------------- | ----------------- | --- |
| 1833                                     | 1839    | Pierre Gabriel Daniau              |                   | Propriétaire à Celles                                                                                                 |
| 1839                                     | 1848    | Charles Ferdinand Aymé (1805-1875) |                   | Notaire à Celles |
|                                          |         |                                    |                   | |
| 1886                                     |         | Julien-Jean Vaury (1857-1930)      | Républicain       | Cultivateur, maire de Sainte-Blandine                                                                                 |
|                                          |         |                                    |                   | |
| 1910                                     | 1922    | M. Vaury                           | Républicain       | |
| 1910                                     | 1922    | Firmin-Pierre Fouché               | Républicain       | Propriétaire à Verrines-sous-Celles                                                                                   |
| 1922                                     | 1925    | René Richard                       | Rad.              | Avocat au barreau de Niort, maire de Prailles, Député (1924-1942) Élu conseiller général du canton de Prahecq en 1925 |
| 1922                                     | 1931    | M. Lauquin                         |                   | Secrétaire du comice agricole de Melle                                                                                |
| 1928                                     | 1940    | Amédée Bonneau                     | Rad.              | Maire de Vitré |
| 1931                                     | 1937    | Émile Verdon                       | Rad. antimarxiste | Docteur en pharmacie Maire de Celles-sur-Belle                                                                        |
| 1937                                     | 1940    | Charles Frappé (1875-1942)         | Rad.              | Propriétaire à Celles-sur-Belle                                                                                       |
| 1940                                     |         |                                    |                   | Les conseils d'arrondissement ont été suspendus par la loi du 12 octobre 1940 et n'ont jamais été réactivés           |
| Les données manquantes sont à compléter. |         |                                    |                   | |

### Conseillers généraux de 1833 à 2015
| Période | Période      | Identité                          | Étiquette             | Qualité |
| ------- | ------------ | --------------------------------- | --------------------- | --- |
| 1833    | 1839         | Jacques Pierre Bujault            | Modéré du centre      | Imprimeur, libraire, agronome Avocat à Celles, propriétaire à Sainte-Blandine Ancien député (1815 et 1822-1823)                                                                      |
| 1839    | 1848         | Pierre Gabriel Daniau (1771-1853) |                       | Conseiller d'arrondissement Propriétaire à Celles |
| 1848    | 1877         | Alcide Taillefert                 | Droite                | Magistrat, juge de paix de Celles Député (1871-1875) - Sénateur (1876-1882) Propriétaire à Vitré                                                                                     |
| 1877    | 1891 (décès) | Léo Aymé                          | Républicain           | Conseiller à la Cour de Poitiers Président du Conseil général (1889-1891) |
| 1891    | 1899 (décès) | Julien Braconnier                 |                       | Maire de Thorigné |
| 1899    | 1931         | Victor Fleuret                    | Républicain puis Rad. | Propriétaire et marchand de vins Député (1914-1919) - Maire d'Aigonnay (1912-1932)                                                                                                   |
| 1931    | 1937         | Marcel Moreau (1890-1972)         | Rad.                  | Président de la section de Thorigné des anciens combattants Président de la laiterie-fromagerie de Celles-sur-Belle Maire de Thorigné                                                |
| 1937    | 1940         | Émile Verdon                      | Rad. Antimarxiste     | Docteur en pharmacie Maire de Celles-sur-Belle, conseiller d'arrondissement Membre de la Commission administrative départementale (1941-1943) Nommé conseiller départemental en 1943 |
|         |              |                                   |                       | |
| 1945    | 1961         | Marcel Moreau                     | Rad.                  | Maire de Thorigné |
| 1961    | 1973         | Amédée Bonneau                    | Rad.                  | Maire de Vitré, ancien conseiller d'arrondissement |
| 1973    | 1979         | Marcel Moreau (1921-2010)         | PS                    | Chef d'entreprise et bouilleur de cru Maire de Thorigné (1971-1995) |
| 1979    | 1998         | Pierre Billard (1922-2014)        | UDF                   | Ancien résistant Conseiller régional Maire de Celles-sur-Belle (1971-1995) |
| 1998    | 2015         | Éric Gautier                      | PS                    | Retraité de l'enseignement Maire de Beaussais (1995-2008) Président du Conseil général (2008-2015) Député-suppléant de Ségolène Royal                                                |

### Représentation à partir de 2015
| Période élective | Période élective | Mandat | Mandat   | Identité          | Nuance | Nuance | Qualité                                                                           |
| ---------------- | ---------------- | ------ | -------- | ----------------- | ------ | ------ | --------------------------------------------------------------------------------- |
| 2015             | 2021             | 2015   | 2021     | Chantal Brillaud  |        | PS     | Analyste informatique, conseillère municipale de Fressines                        |
| 2015             | 2021             | 2015   | 2021     | Jean-Claude Mazin |        | DVG    | Retraité de l'enseignement, Sepvret, ancien conseiller général du Canton de Lezay |
| 2021             | 2028             | 2021   | en cours | Chantal Brillaud  |        | PS     | Analyste informatique retraitée - Conseillère sortante                            |
| 2021             | 2028             | 2021   | en cours | Kim Delagarde     |        | DVG    | Directeur d'association d'éducation populaire, militant associatif, Melle         |

### Résultats détaillés

#### Élections de mars 2015
À l'issue du premier tour des élections départementales de 2015, deux binômes sont en ballottage : Chantal Brillaud et Jean-Claude Mazin (Union de la gauche, 38,64 %) et Valérie Couché et Jean-Pierre Griffault (Union de la droite, 31,92 %). Le taux de participation est de 50,09 % (8 559 votants sur 17 088 inscrits) contre 50,44 % au niveau départemental et 50,17 % au niveau national.
Au second tour, Chantal Brillaud et Jean-Claude Mazin (Union de la gauche) sont élus avec 54,37 % des suffrages exprimés et un taux de participation de 48,48 % (4 048 voix pour 8 284 votants et 17 088 inscrits).

#### Élections de juin 2021
Le premier tour des élections départementales de 2021 est marqué par un très faible taux de participation (33,26 % au niveau national). Dans le canton de Celles-sur-Belle, ce taux de participation est de 30,28 % (5 155 votants sur 17 026 inscrits) contre 32,03 % au niveau départemental. À l'issue de ce premier tour, deux binômes sont en ballottage : Julien Chassin et Sylvie Cousin (Union au centre et à droite, 34,09 %) et Chantal Brillaud et Kim Delagarde (DVG, 30,53 %).
Le second tour des élections est marqué une nouvelle fois par une abstention massive équivalente au premier tour. Les taux de participation sont de 34,36 % au niveau national, 31,89 % dans le département et 30,41 % dans le canton de Celles-sur-Belle. Chantal Brillaud et Kim Delagarde (DVG) sont élus avec 51,37 % des suffrages exprimés (2 451 voix pour 5 179 votants et 17 032 inscrits),,. 

## Composition

### Composition avant 2015
Le canton de Celles-sur-Belle regroupait neuf communes.
| Nom                          | Code Insee | Codepostal | Superficie (km2) | Population (dernière pop. légale) | Densité (hab./km2) |
| ---------------------------- | ---------- | ---------- | ---------------- | --------------------------------- | ------------------ |
| Celles-sur-Belle (chef-lieu) | 79061      | 79370      | 41,37            | 3 736 (2012)                      | 90                 |
| Aigonnay                     | 79004      | 79370      | 14,05            | 631 (2012)                        | 45                 |
| Beaussais-Vitré              | 79030      | 79370      | 25,62            | 955 (2010)                        | 37                 |
| Fressines                    | 79129      | 79370      | 9,61             | 1 516 (2012)                      | 158                |
| Mougon                       | 79185      | 79370      | 21,29            | 2 081 (2012)                      | 98                 |
| Prailles                     | 79217      | 79370      | 18,86            | 678 (2012)                        | 36                 |
| Saint-Médard                 | 79282      | 79370      | 4,13             | 111 (2012)                        | 27                 |
| Sainte-Blandine              | 79240      | 79370      | 16,27            | 705 (2012)                        | 43                 |
| Thorigné                     | 79327      | 79370      | 18,26            | 1 290 (2012)                      | 71                 |

### Composition depuis 2015
Lors du redécoupage de 2014, le canton comprenait vingt-sept communes entières.
À la suite de la création des communes nouvelles d'Aigondigné, Celles-sur-Belle et Prailles-La Couarde au 1er janvier 2019, le canton comprend désormais vingt-deux communes entières.
| Nom                                      | Code Insee | Intercommunalité     | Superficie (km2) | Population (dernière pop. légale) | Densité (hab./km2) | Modifier                                    |
| ---------------------------------------- | ---------- | -------------------- | ---------------- | --------------------------------- | ------------------ | ------------------------------------------- |
| Celles-sur-Belle (bureau centralisateur) | 79061      | CC Mellois en Poitou | 41,37            | 3 834 (2022)                      | 93                 | modifier les données · modifier les données |
| Aigondigné                               | 79185      | CC Mellois en Poitou | 69,87            | 4 685 (2022)                      | 67                 | modifier les données · modifier les données |
| Avon                                     | 79023      | CC Haut Val de Sèvre | 12,54            | 63 (2022)                         | 5,0                | modifier les données · modifier les données |
| Beaussais-Vitré                          | 79030      | CC Mellois en Poitou | 25,62            | 938 (2022)                        | 37                 | modifier les données · modifier les données |
| Bougon                                   | 79042      | CC Haut Val de Sèvre | 11,70            | 170 (2022)                        | 15                 | modifier les données · modifier les données |
| Chenay                                   | 79084      | CC Mellois en Poitou | 21,70            | 456 (2022)                        | 21                 | modifier les données · modifier les données |
| Chey                                     | 79087      | CC Mellois en Poitou | 21,59            | 547 (2022)                        | 25                 | modifier les données · modifier les données |
| Exoudun                                  | 79115      | CC Mellois en Poitou | 25,95            | 540 (2022)                        | 21                 | modifier les données · modifier les données |
| Fressines                                | 79129      | CC Mellois en Poitou | 9,61             | 1 769 (2022)                      | 184                | modifier les données · modifier les données |
| Lezay                                    | 79148      | CC Mellois en Poitou | 45,63            | 2 013 (2022)                      | 44                 | modifier les données · modifier les données |
| Messé                                    | 79177      | CC Mellois en Poitou | 12,31            | 211 (2022)                        | 17                 | modifier les données · modifier les données |
| La Mothe-Saint-Héray                     | 79184      | CC Mellois en Poitou | 14,92            | 1 662 (2022)                      | 111                | modifier les données · modifier les données |
| Pamproux                                 | 79201      | CC Haut Val de Sèvre | 36,30            | 1 685 (2022)                      | 46                 | modifier les données · modifier les données |
| Prailles-La Couarde                      | 79217      | CC Mellois en Poitou | 35,22            | 936 (2022)                        | 27                 | modifier les données · modifier les données |
| Rom                                      | 79230      | CC Mellois en Poitou | 52,38            | 798 (2022)                        | 15                 | modifier les données · modifier les données |
| Saint-Coutant                            | 79243      | CC Mellois en Poitou | 11,94            | 277 (2022)                        | 23                 | modifier les données · modifier les données |
| Sainte-Soline                            | 79297      | CC Mellois en Poitou | 25,65            | 345 (2022)                        | 13                 | modifier les données · modifier les données |
| Salles                                   | 79303      | CC Haut Val de Sèvre | 7,77             | 323 (2022)                        | 42                 | modifier les données · modifier les données |
| Sepvret                                  | 79313      | CC Mellois en Poitou | 17,01            | 638 (2022)                        | 38                 | modifier les données · modifier les données |
| Soudan                                   | 79316      | CC Haut Val de Sèvre | 23,29            | 424 (2022)                        | 18                 | modifier les données · modifier les données |
| Vançais                                  | 79336      | CC Mellois en Poitou | 16,99            | 225 (2022)                        | 13                 | modifier les données · modifier les données |
| Vanzay                                   | 79338      | CC Mellois en Poitou | 11,40            | 242 (2022)                        | 21                 | modifier les données · modifier les données |
| Canton de Celles-sur-Belle               | 7903       |                      | 550,76           | 22 781 (2022)                     | 41                 | modifier les données                        |

## Démographie

### Démographie avant 2015
| 1962  | 1968  | 1975  | 1982  | 1990  | 1999  | 2006   | 2011   | 2012   |
| ----- | ----- | ----- | ----- | ----- | ----- | ------ | ------ | ------ |
| 7 819 | 7 545 | 7 429 | 8 363 | 9 115 | 9 657 | 10 604 | 11 578 | 11 738 |

Entre 1999 et 2006, le canton gagne 947 habitants, soit une progression de 1,4 %/an. Toutes les communes voient leur population augmenter. Quatre communes affichent plus de 2 % d'augmentation annuelle, elles sont toutes situées à l'ouest du canton. Il s'agit de Mougon (+254 hab., +2,4 %/an), Fressines (+147 hab., +2,0 %/an), Thorigné (+145 hab., +2,1 %/an) et Aigonnay (+141 hab., +4,5 %/an). Sainte-Blandine et Prailles enregistrent plus de 1,5 %/an de hausse, alors que Celles-sur-Belle augmente plus faiblement (0,4 %/an).
Les communes de Beaussais et de Vitré ont fusionné le 1er janvier 2013 pour former la commune de Beaussais-Vitré, commune de 955 habitants (selon les recensements de 2010).

### Démographie depuis 2015
En 2022, le canton comptait 22 781 habitants, en évolution de −1,42 % par rapport à 2016 (Deux-Sèvres : +0,18 %, France hors Mayotte : +2,11 %).
| 2013   | 2018   | 2022   |
| ------ | ------ | ------ |
| 23 209 | 22 995 | 22 781 |

### Depuis 2015
En 2022, le canton comptait 22 781 habitants, en évolution de −1,42 % par rapport à 2016 (Deux-Sèvres : +0,18 %, France hors Mayotte : +2,11 %).
| 2013   | 2018   | 2022   |
| ------ | ------ | ------ |
| 23 209 | 22 995 | 22 781 |